# Міссокюла
Міссокюла (ест. Missokülä) — село в Естонії, входить до складу волості Міссо, повіту Вирумаа.